# Леонов, Михаил Андреевич
Михаил Андреевич Леонов (1902 — 4 ноября 1952) — советский философ, профессор (1939), доктор философских наук (1950), специалист по диалектическому и историческому материализму, а также по истории марксистской философии. В 1945—1950 гг. заведовал сектором диалектического материализма ИФ АН СССР. Был одним из авторов учебника для вузов по диалектическому материализму, подготовленного коллективом сотрудников ИФ АН СССР под общей редакцией академика Г. Ф. Александрова (М., 1954).

## Основные труды
- О соотношении войны и политики, М., 1944.
- Моральный фактор в совр. войнах, М., 1946.
- Марксистский диалектич. метод, М., 1947.
- Очерк диалектич. материализма, М., 1948.
- Критика и самокритика — закономерность развития современного общества. // Большевик. — 1948. — № 5.